# Axel Springer Vertriebsservice
Die Axel Springer Vertriebsservice GmbH ist ein weltweit agierender Vertriebsdienstleister für Zeitschriften, Romane/Comics/Rätsel und Non-Press-Produkte. Der Firmensitz befindet sich in Hamburg.

## Geschichte
Der Grundstein zur Unternehmensgründung wurde 1985 gelegt, indem die Integration der IP Import und Export Gesellschaft als 100-%-Tochter in die Axel Springer AG, heute Axel Springer SE, erfolgte. Der Sitz der Gesellschaft war in Frankfurt am Main. 1989 erfolgte die Verlegung des Unternehmenssitzes von Frankfurt am Main nach Dietzenbach.
1992 wurde die IP Import und Export Gesellschaft in Axel Springer Verlag Vertriebs GmbH umbenannt. 1998 zog der Firmensitz von Dietzenbach nach Hamburg um. Die Axel Springer SE hält sämtliche Geschäftsanteile an der Axel Springer Verlag Vertriebs GmbH.
2007 wurde der Bereich Vertrieb Ausland der Axel Springer SE in die Axel Springer Verlag Vertriebs GmbH integriert. Damit entstand ein Pressevertrieb für  60 Länder, der auch Dritten zugänglich ist. Durch die Integration der ZZ Kurier GmbH, ein Unternehmen des BMD, spezialisiert auf Direktmarketing, erfolgte 2011 die Erweiterung zum Full-Service-Dienstleister und die Umbenennung in Axel Springer Vertriebsservice GmbH.
Am 30. Mai 2016 teilte das Hamburger Medienhaus Gruner + Jahr mit, man sei mit dem Axel Springer Verlag übereingekommen, dass der Axel Springer Vertriebsservice in das zum Gruner + Jahr Verlag gehörenden Vertriebsunternehmen Deutscher Pressevertrieb integriert werde. Seit dem 1. September 2016 erfolgt die Integration in die DPV Deutscher Pressevertrieb GmbH.

## Daten und Fakten
Die Axel Springer Vertriebsservice GmbH hat mit rund 70 Mitarbeitern ihren Sitz in Hamburg. Von dort aus werden über 500 nationale und internationale Titel von knapp 110 Verlagen betreut. Sie ist eine 100-%-Tochter der Axel Springer SE. Gemessen an den Umsatzmarktanteilen im Pressegroßhandel und Bahnhofsbuchhandel belegen laut dnv beide Unternehmen zusammengenommen mit einem Marktanteil von 29,5 % den ersten Platz.

## Geschäftsfelder
Über die Vertriebssparte Einzelverkauf werden alle Arten von Presse-Produkten und auch  Non-Press-Produkte mit Remissionsrecht im deutschen Presseeinzelhandel und Bahnhofsbuchhandel sowie im Ausland vermarktet. Der Vertrieb von Presse-Produkten erfolgt ebenfalls an den Lesezirkel und an Fluglinien (Bordexemplare).
Das Unternehmen bietet darüber hinaus den Vertrieb von Abonnements inklusive Abonnement-Marketing an sowie die Vermarktung von Produkt- und Serviceangeboten via Direktmarketing und Spezialverkauf. Seit 2012 wird ebenfalls die digitale Vermarktung von Presse-Produkten (ikiosk.de) angeboten.

## Kunden und Objekte
Zu den Kunden des Unternehmens gehören u. a.:
- Ahead Media GmbH
- Bastei Lübbe AG
- brand eins Verlag GmbH & Co. KG
- Egmont Ehapa Media GmbH
- Falkemedia e. K.
- Harlequin Enterprises GmbH
- Jahreszeiten Verlag
- Julius Beltz GmbH & Co KG
- Neue Mediengesellschaft Ulm mbH
- Megastar Verlag
- Off Road Verlag AG
- OSP-Verlag
- Paul Parey Zeitschriftenverlag GmbH & Co. KG
- Johnsons International News Italia srl
- Zeitverlag Gerd Bucerius GmbH & Co. KG

Auszug aus den vertriebenen Titeln:
- Aktuell für die Frau
- A&W Architektur & Wohnen
- Asterix Sammelbilder
- brand eins
- Der Feinschmecker
- Für Sie
- Hochzeitswahn
- H.O.M.E.
- Junge Welt
- Kunst und Auktionen
- LandGenuss
- Landzauber
- Laviva
- MAC Life
- Merian
- Metal Hammer
- Motorrad & Reisen
- Off Road
- Petra
- Philosophie Magazin
- Psychologie heute
- Rolling Stone
- Segler-Zeitung
- Transfermarkt
- Wild und Hund
- Zeit Leo